# Dürr (Adelsgeschlecht)

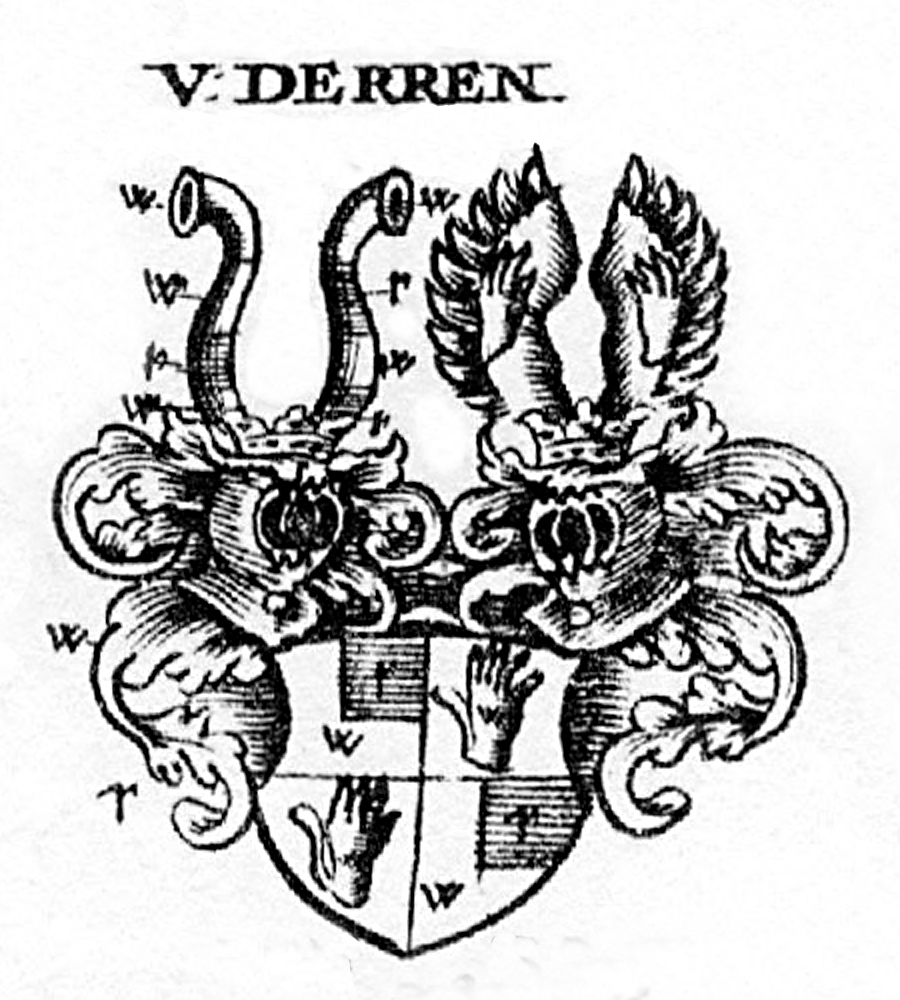
Wappen der Dürren (Derren)

Die von der Dürr (auch Dürre oder Doerr) waren ein aus der Krain stammendes österreichisches Adelsgeschlecht, welches erstmals 1388 genannt wurde und Ende des 16. Jahrhunderts ausstarb.

## Geschichte
Erster bekannter Angehöriger des Geschlechts war der Ritter Berchtold von der Dürr, der 1388 eine Urkunde unterzeichnete. Kurz darauf wurde Niklas von der Dürr urkundlich genannt. Er wurde 1418 gemeinsam mit seinen Söhnen Berchtold, Georg und Friedrich von Hermann Graf zu Cilli mit einigen Grundstücken bei Oberburg belehnt.
In den Jahren 1478 und 1479 wurde mit Johann (auch: Hanns) von der Dürr erstmals ein Angehöriger des Geschlechtes als Edler Hanns von der Dürr zu Pernstein und Ternberg bezeichnet.
Jakob von Dürr war Pfandinhaber in Forchtenstein zu einer Zeit der Ansiedlung der heutigen Burgenland-Kroaten und soll auch dabei maßgeblich beteiligt gewesen sein.
Die beiden letzten Angehörigen der Familie verstarben im Jahr 1583 mit den Brüdern Sigismund Andreas und Johann Jakob von der Dürr als Besitzer des Gutes Dornau sowie der Herrschaft Thalberg bei Zilli.

## Wappen
Blasonierung: Das Wappen derer von der Dürr besteht aus einem gevierten Schild. Das erste und vierte rote Feld zeigt eine mit der Fläche auswärts gekehrte weiße Hand, welche mit einem halbrunden eisernen Haken durchstoßen ist, welcher wiederum unten mit einer halben Rundung hervorragt. Das zweite und dritte silberne Feld hat zur rechten von oben herein eine ledige rote Vierung, die einen Ehrenwinkel (Quadrans honorarius) formiert. Über dem Wappenschild stehen zwei gekrönte offene Helme: auf dem ersten stehen zwei ausgebreitete rote Adlerflügel und jeder davon hat auf der Mitte eine der zuvor beschriebenen weißen Hände; auf dem zweiten Helm finden sich zwei auswärts gekehrte Büffelhörner, die jeweils wechselweise zweimal rot und zweimal silbern in entgegengesetzten Farben tingiert sind. Die Helmdecke ist durchweg rot und silber.
Das Wappen ging nach dem Aussterben derer von der Dürr über eine erbende Tochter durch Eheschließung an die Freiherren von Schrattenbach (Adelsgeschlecht) über.

## Stammliste
- Berchtold von der Dürr, im Jahre 1388 urkundlich erwähnt

1. Niklas von der Dürr, im Jahre 1418 urkundlich erwähnt
  1. Berchtold von der Dürr, in den Jahren 1418 und 1437 urkundlich erwähnt
  2. Georg von der Dürr, im Jahr 1418 sowie zwischen 1448 und 1452 als Hauptmann zu Tyhein oder Duino urkundlich erwähnt
  3. Friedrich von der Dürr, im Jahre 1418 urkundlich erwähnt

1. Balthasar d. J. von der Dürr
  1. Johann (Hanns) von der Dürr, 1478/79 genannt: „der Edel von der Dürr zu Pernstein und Ternberg“, verh. mit Margaretha von Raunach, Tochter des Bernardin von Raunach
    1. Jacob von der Dürr, Ritter und Herr zu Pernstein, Ternberg und Brunn im Steinfeld, 1532 Hauptmann zu Forchtenstein, 1533–1546 Pfandherr auf Forchtenstein[2], 1537 zum Feldhauptmann gegen die Türken gewählt, verheiratet in I. Ehe vor 1532 mit Engelburgis von Puechheim († 10. November 1548), verheiratet in II. Ehe mit Margaretha von Haselbach († 1573), er starb 1558.
      1. Johann von der Dürr, 1559 vor Schloss Ternberg von seinem Diener erschossen
      2. Christoph von der Dürr, starb 1571 unvermählt
      3. Margaretha von der Dürr, verh. I. mit Adam von Gall auf Loostorf, verh. II. mit Wolfgang Freiherr von Eizing
      4. Sophia von der Dürr, verh. mit Christoph von Rappach
      5. Catharina von der Dürr, verh. mit Reichard von Strein

1. Sigismund von der Dürr, verh. mit Ursula Fladnitz, gestorben 1581
  1. Christoph Balthasar von der Dürr, besaß das Gut Dornau, verh. mit Catharina von Volckra
    1. Sigismund Andreas von der Dürr, gestorben 1583
    2. Johann Jakob von der Dürr, gestorben 1583